# Popis vrsta roda Potentilla
Popis vrsta roda Potentilla
1. Potentilla acaulis L.
2. Potentilla acuminata H.M.Hall
3. Potentilla adenotricha Vodop.
4. Potentilla adriatica Murb.
5. Potentilla adscharica Sommier & Levier
6. Potentilla agrimonioides M.Bieb.
7. Potentilla × ala-arczae Soják
8. Potentilla alba L.
9. Potentilla albiflora L.O.Williams
10. Potentilla alchimilloides Lapeyr.
11. Potentilla algida Soják
12. Potentilla alpicola De la Soie
13. Potentilla alsatica T.Gregor
14. Potentilla altaica Bunge
15. Potentilla ambigens Greene
16. Potentilla amicarum Ertter
17. Potentilla amurensis Maxim.
18. Potentilla anachoretica Soják
19. Potentilla anadryensis Juz.
20. Potentilla anatolica Peşmen
21. Potentilla ancistrifolia Bunge
22. Potentilla anemonifolia Lehm.
23. Potentilla angelliae N.H.Holmgren
24. Potentilla anglica Laichard.
25. Potentilla angustiloba T.T.Yu & C.L.Li
26. Potentilla apennina Ten.
27. Potentilla aperta J.T.Howell
28. Potentilla approximata Bunge
29. Potentilla arcadiensis Iatroú
30. Potentilla arctica Lehm.
31. Potentilla arenosa (Turcz.) Juz.
32. Potentilla argaea Boiss. & Balansa
33. Potentilla argentea L.
34. Potentilla argenteiformis Kauffm.
35. Potentilla argyrocoma (Rydb.) Jeps.
36. Potentilla argyroloma Boiss. & Hohen.
37. Potentilla argyrophylla Wall. ex Lehm.
38. Potentilla arizonica Greene
39. Potentilla armeniaca Siegfr.
40. Potentilla arnavatensis (Th.Wolf) Th.Wolf ex Juz.
41. Potentilla articulata Franch.
42. Potentilla asiae-mediae Ovcz. & Kochk.
43. Potentilla asiatica (Th.Wolf) Juz.
44. Potentilla asinaria Maire
45. Potentilla aspegrenii Kurtto
46. Potentilla asperrima Turcz.
47. Potentilla assalemica Soják
48. Potentilla asterotricha Soják
49. Potentilla astracanica Jacq.
50. Potentilla astragalifolia Bunge
51. Potentilla asturica Rothm.
52. Potentilla atrosanguinea G.Lodd. ex D.Don
53. Potentilla aucheriana Th.Wolf ex Bornm.
54. Potentilla × aurantiaca Soják
55. Potentilla aurea L.
56. Potentilla bactriana Soják
57. Potentilla baekdusanensis M.Kim
58. Potentilla baileyi (S.Watson) Greene
59. Potentilla balansae Peşmen
60. Potentilla basaltica Tiehm & Ertter
61. Potentilla × beckii Murr
62. Potentilla beringensis Jurtzev
63. Potentilla beringii Jurtzev
64. Potentilla betonicifolia Poir.
65. Potentilla bhutanica Ludlow
66. Potentilla bicrenata Rydb.
67. Potentilla biennis Greene
68. Potentilla biflora D.F.K.Schltdl.
69. Potentilla bimundorum Soják
70. Potentilla bipinnatifida Douglas ex Hook.
71. Potentilla × bishkekensis Soják
72. Potentilla bolanderi (A.Gray) Greene
73. Potentilla × borealis Soják
74. Potentilla × boreo-caucasica Kechaykin
75. Potentilla borissii Ovcz. & Kochk.
76. Potentilla bornmuelleri Borbás
77. Potentilla botschantzeviana Adylov
78. Potentilla brachypetala Fisch. & C.A.Mey. ex Lehm.
79. Potentilla brauneana Hoppe ex Nestl.
80. Potentilla brevifolia Nutt.
81. Potentilla brevifoliolata P.D.Sell
82. Potentilla bruceae Rydb.
83. Potentilla bryoides Soják
84. Potentilla buccoana Clementi
85. Potentilla bungei Boiss.
86. Potentilla × burjatica Soják
87. Potentilla butkovii Botsch.
88. Potentilla calabra Ten.
89. Potentilla californica (Cham. & Schltdl.) Greene
90. Potentilla caliginosa Soják
91. Potentilla callida H.M.Hall
92. Potentilla calycina Boiss. & Balansa
93. Potentilla camillae Kolak.
94. Potentilla campestris (M.E.Jones) Jeps.
95. Potentilla canadensis L.
96. Potentilla candicans Humb. & Bonpl. ex Nestl.
97. Potentilla cappadocica Boiss.
98. Potentilla carniolica A.Kern.
99. Potentilla caruifolia (Rydb.) Crum
100. Potentilla caulescens L.
101. Potentilla centigrana Maxim.
102. Potentilla × chalchorum Soják
103. Potentilla chamissonis Hultén
104. Potentilla × chemalensis Kechaykin
105. Potentilla chinensis Ser.
106. Potentilla × chionea Soják
107. Potentilla chrysantha Trevir.
108. Potentilla cinerea Chaix ex Vill.
109. Potentilla clandestina Soják
110. Potentilla clevelandii Greene
111. Potentilla clusiana Jacq.
112. Potentilla coelestis Gilli
113. Potentilla collettiana Aitch. & Hemsl.
114. Potentilla × collina Wibel
115. Potentilla concinna Richardson
116. Potentilla conferta Bunge
117. Potentilla congesta (Douglas ex Hook.) Baill.
118. Potentilla coriandrifolia G.Don
119. Potentilla cottamii N.H.Holmgren
120. Potentilla crantzii (Crantz) Beck ex Fritsch
121. Potentilla crassinervia Viv.
122. Potentilla crebridens Juz.
123. Potentilla crenulata T.T.Yu & C.L.Li
124. Potentilla crinita A.Gray
125. Potentilla cristae Ferlatte & Strother
126. Potentilla cryeri Druce ex P.D.Sell
127. Potentilla cryptocaulis Clokey
128. Potentilla cryptophila Bornm.
129. Potentilla cryptotaeniae Maxim.
130. Potentilla czerepninii Krasnob.
131. Potentilla darvazica Juz.
132. Potentilla daucifolia Greene
133. Potentilla delavayi Franch.
134. Potentilla delphinensis Gren. & Godr.
135. Potentilla demotica Ertter
136. Potentilla dentata Forssk.
137. Potentilla deorum Boiss. & Heldr.
138. Potentilla desertorum Bunge
139. Potentilla detommasii Ten.
140. Potentilla dickinsii Franch. & Sav.
141. Potentilla discipulorum P.H.Davis
142. Potentilla discolor Bunge
143. Potentilla × diskleii Naruh.
144. Potentilla diversidentata Faghir & Naqinezhad
145. Potentilla diversifolia Lehm.
146. Potentilla divina Albov
147. Potentilla doddsii P.H.Davis
148. Potentilla doerfleri Wettst.
149. Potentilla dombeyi Nestl.
150. Potentilla doubjonneana Cambess.
151. Potentilla douglasii Greene
152. Potentilla drummondii Lehm.
153. Potentilla durangensis Rydb.
154. Potentilla effusa Douglas ex Lehm.
155. Potentilla ehrenbergiana Schltdl.
156. Potentilla ekaterinae Kamelin ex Kechaykin
157. Potentilla elatior Willd. ex D.F.K.Schltdl.
158. Potentilla elegans Cham. & Schltdl.
159. Potentilla elvendensis Boiss.
160. Potentilla emilii-popii Nyár.
161. Potentilla erecta (L.) Raeusch.
162. Potentilla eriocarpa Wall. ex Lehm.
163. Potentilla eversmanniana Fisch. ex Claus
164. Potentilla evestita Th.Wolf
165. Potentilla exuta Soják
166. Potentilla fedtschenkoana Siegfr. ex Th.Wolf
167. Potentilla ferganensis Soják
168. Potentilla flabellata Regel & Schmalh.
169. Potentilla flabellifolia Hook. ex Torr. & A.Gray
170. Potentilla flaccida Th.Wolf ex Bornm.
171. Potentilla flagellaris D.F.K.Schltdl.
172. Potentilla foersteriana Lauterb.
173. Potentilla fragarioides L.
174. Potentilla fragiformis Willd. ex D.F.K.Schltdl.
175. Potentilla freyniana Bornm.
176. Potentilla frigida Vill.
177. Potentilla fulgens Wall. ex Sims
178. Potentilla furcata A.E.Porsild
179. Potentilla gageodoensis M.Kim
180. Potentilla gaubaeana Bornm.
181. Potentilla geranioides Willd.
182. Potentilla gerardiana Lindl. ex Wall.
183. Potentilla glaucescens Willd. ex D.F.K.Schltdl.
184. Potentilla glaucophylla Lehm.
185. Potentilla goldmanii J.H.Painter
186. Potentilla gordiaginii Juz.
187. Potentilla gordonii (Hook.) Greene
188. Potentilla × gorodkovii Jurtzev
189. Potentilla gracilis Douglas ex Hook.
190. Potentilla gracillima Kamelin
191. Potentilla grammopetala Moretti
192. Potentilla grandiflora L.
193. Potentilla granulosa T.T.Yu & C.L.Li
194. Potentilla grayi S.Watson
195. Potentilla greuteriana Kyriak., Kamari, Kofinas & Phitos
196. Potentilla griffithii Hook.f.
197. Potentilla grisea Juz.
198. Potentilla guilliermondii Emb. & Maire
199. Potentilla × habievii Kechaykin
200. Potentilla haematochrus Lehm.
201. Potentilla × hara-kurosawae (Naruh. & M.Sugim.) H.Ohashi
202. Potentilla haynaldiana Janka
203. Potentilla hebiichigo Yonek. & H.Ohashi
204. Potentilla hendersonii (Howell) J.T.Howell
205. Potentilla heptaphylla L.
206. Potentilla heterosepala Fritsch
207. Potentilla heynii Roth
208. Potentilla hickmanii Eastw.
209. Potentilla hippiana Lehm.
210. Potentilla hirta L.
211. Potentilla hispanica Zimmeter
212. Potentilla hispidula (Rydb.) Jeps.
213. Potentilla holmgrenii D.F.Murray & Elven
214. Potentilla hookeriana Lehm.
215. Potentilla horrida Rydb.
216. Potentilla howellii Greene
217. Potentilla hudsonii Ertter
218. Potentilla humifusa Willd. ex D.F.K.Schltdl.
219. Potentilla humillis Mozaff.
220. Potentilla hyparctica Malte
221. Potentilla hypargyrea Hand.-Mazz.
222. Potentilla × ibrahimiana Maire
223. Potentilla ikonnikovii Juz.
224. Potentilla imerethica Gagnidze & Sokhadze
225. Potentilla incana P.Gaertn., B.Mey. & Scherb.
226. Potentilla inclinata Vill.
227. Potentilla indica (Andrews) Th.Wolf
228. Potentilla × insularis Soják
229. Potentilla intermedia L.
230. Potentilla iranica (Rech.f.) Schiman-Czeika
231. Potentilla isaurica (P.H.Davis) Pawl.
232. Potentilla × italica Lehm.
233. Potentilla jaegeri (Munz & I.M.Johnst.) L.C.Wheeler
234. Potentilla × jakovlevii Kechaykin & Shmakov
235. Potentilla jenissejensis Polozhij & W.A.Smirnova
236. Potentilla jepsonii Ertter
237. Potentilla jiaozishanensis Huan C.Wang & Z.R.He
238. Potentilla johanniniana Goiran
239. Potentilla johnstonii Soják
240. Potentilla kamelinii Lazkov
241. Potentilla kandavanensis Bornm. & Gauba
242. Potentilla karatavica Juz.
243. Potentilla kemulariae Kapeller & Kuth.
244. Potentilla khanminczunii Keczaykin & Shmakov
245. Potentilla kingii (S.Watson) Greene
246. Potentilla kionaea Halácsy
247. Potentilla komaroviana Th.Wolf
248. Potentilla kotschyana Fenzl
249. Potentilla kryloviana Th.Wolf
250. Potentilla kulabensis Th.Wolf
251. Potentilla kuramensis Th.Wolf
252. Potentilla kurdica Boiss. & Hohen.
253. Potentilla kuznetzowii (Govor.) Juz.
254. Potentilla lancinata Cardot
255. Potentilla lasiodonta Rydb.
256. Potentilla lazica Boiss. & Balansa
257. Potentilla × lenae Soják
258. Potentilla leonina Standl.
259. Potentilla leptopetala Lehm.
260. Potentilla leschenaultiana Ser.
261. Potentilla leucopolitana P.J.Müll.
262. Potentilla libanotica Boiss.
263. Potentilla lignipes Rusby
264. Potentilla limprichtii J.Krause
265. Potentilla lindackeri Tausch
266. Potentilla lindleyi Greene
267. Potentilla lipskyana Th.Wolf
268. Potentilla lomakinii Grossh.
269. Potentilla longifolia Willd. ex D.F.K.Schltdl.
270. Potentilla longipes Ledeb.
271. Potentilla lycopodioides (A.Gray) Baill. ex J.T.Howell
272. Potentilla macdonaldii B.L.Turner
273. Potentilla macounii Rydb.
274. Potentilla macropoda Soják
275. Potentilla macrosepala Cardot
276. Potentilla makaluensis H.Ikeda & H.Ohba
277. Potentilla mallota Boiss.
278. Potentilla marinensis (Elmer) J.T.Howell
279. Potentilla martjanowii Polozhij
280. Potentilla × masakii Naruh.
281. Potentilla matsumurae Th.Wolf
282. Potentilla maura Th.Wolf
283. Potentilla megalantha Takeda
284. Potentilla mexiae Standl.
285. Potentilla meyeri Boiss.
286. Potentilla micheneri Greene
287. Potentilla micrantha Ramond ex DC.
288. Potentilla millefolia Rydb.
289. Potentilla × mixta Nolte ex Rchb.
290. Potentilla mollissima Lehm.
291. Potentilla monanthes Lindl. ex Wall.
292. Potentilla montana Brot.
293. Potentilla montenegrina Pant.
294. Potentilla morefieldii Ertter
295. Potentilla morrisonensis Hayata
296. Potentilla muirii (A.Gray) Greene
297. Potentilla mujensis Kurbatski
298. Potentilla multicaulis Bunge
299. Potentilla multiceps T.T.Yu & C.L.Li
300. Potentilla multifida L.
301. Potentilla multifoliolata (Torr.) Kearney & Peebles
302. Potentilla multijuga Lehm.
303. Potentilla multisecta (S.Watson) Rydb.
304. Potentilla nana Kunth ex Nestl.
305. Potentilla nanopetala A.R.Bean
306. Potentilla × nebulosa Danihelka & Soják
307. Potentilla neglecta Baumg.
308. Potentilla nepalensis Hook.
309. Potentilla nervosa Juz.
310. Potentilla nevadensis Boiss.
311. Potentilla newberryi A.Gray
312. Potentilla nicicii Adamovic
313. Potentilla niponica Th.Wolf
314. Potentilla nitida L.
315. Potentilla nivalis Lapeyr.
316. Potentilla nivea L.
317. Potentilla nordmanniana Ledeb.
318. Potentilla norvegica L.
319. Potentilla nubigena Greene
320. Potentilla nuda Boiss.
321. Potentilla nurensis Boiss. & Hausskn.
322. Potentilla oaxacana Rydb.
323. Potentilla × okensis Petunn.
324. Potentilla olchonensis Peschkova
325. Potentilla omeiensis (T.T.Yu & C.L.Li) Soják
326. Potentilla omissa Soják
327. Potentilla ornithopoda Tausch
328. Potentilla osterhoutii (A.Nelson) J.T.Howell
329. Potentilla ovina Macoun
330. Potentilla oweriniana Rupr. ex Boiss.
331. Potentilla ozjorensis Peschkova
332. Potentilla pamirica Th.Wolf
333. Potentilla pamiroalaica Juz.
334. Potentilla pannosa Boiss. & Hausskn.
335. Potentilla paradoxa Nutt.
336. Potentilla parryi (Greene) Greene
337. Potentilla patellifera J.T.Howell
338. Potentilla patula Waldst. & Kit.
339. Potentilla paucidentata P.D.Sell
340. Potentilla pedata Willd. ex Hornem.
341. Potentilla pedersenii (Rydb.) Rydb.
342. Potentilla pendula T.T.Yu & C.L.Li
343. Potentilla penniphylla Soják
344. Potentilla pensylvanica L.
345. Potentilla persica Boiss. & Hausskn.
346. Potentilla petraea Willd. ex D.F.K.Schltdl.
347. Potentilla petrovskyi Soják
348. Potentilla pickeringii (Torr. ex A.Gray) Greene
349. Potentilla pimpinelloides L.
350. Potentilla pindicola Hausskn.
351. Potentilla plattensis Nutt.
352. Potentilla plumosa T.T.Yu & C.L.Li
353. Potentilla porphyrantha Juz.
354. Potentilla potaninii Th.Wolf
355. Potentilla poteriifolia Boiss.
356. Potentilla praecox F.W.Schultz
357. Potentilla × prostrata Rottb.
358. Potentilla × pseudocanescens Blocki
359. Potentilla pseudosericea Rydb.
360. Potentilla pseudosimulatrix W.B.Liao, Si Feng Li & Z.Y.Yu
361. Potentilla pulchella R.Br.
362. Potentilla pulvinaris Fenzl
363. Potentilla pulviniformis A.P.Khokhr.
364. Potentilla purpurascens (S.Watson) Greene
365. Potentilla purpurea (Royle) Hook.f.
366. Potentilla pusilla Host
367. Potentilla pyrenaica Ramond ex DC.
368. Potentilla queretarensis Rzed. & Calderón
369. Potentilla radiata Lehm.
370. Potentilla ranunculoides Humb. & Bonpl. ex Nestl.
371. Potentilla recta L.
372. Potentilla regeliana Th.Wolf
373. Potentilla reptans L.
374. Potentilla reuteri Boiss.
375. Potentilla rhenana P.J.Müll. ex F.W.Schultz
376. Potentilla rhyolitica Ertter
377. Potentilla richardii Lehm.
378. Potentilla rigidula Th.Wolf
379. Potentilla rigoana Th.Wolf
380. Potentilla rimicola (Munz & I.M.Johnst.) Ertter
381. Potentilla riparia Murata
382. Potentilla rivalis Nutt.
383. Potentilla robbinsiana Oakes ex Torr. & A.Gray
384. Potentilla rosulifera H.Lév.
385. Potentilla rubella T.J.Sørensen
386. Potentilla rubida L.O.Williams
387. Potentilla rubra Willd. ex D.F.K.Schltdl.
388. Potentilla rubricaulis Lehm.
389. Potentilla rudolfii Keczaykin & Shmakov
390. Potentilla rupifraga A.P.Khokhr.
391. Potentilla rupincola Osterh.
392. Potentilla ruprechtii Boiss.
393. Potentilla sabulosa M.E.Jones
394. Potentilla × safronoviae Jurtzev & Soják
395. Potentilla salsa Yu.A.Kotukhov
396. Potentilla sangedehensis Faghir & Naqinezhad
397. Potentilla sanguinea Rydb.
398. Potentilla sanguisorba Willd. ex D.F.K.Schltdl.
399. Potentilla santolinoides (A.Gray) Greene
400. Potentilla saposhnikovii Kurbatski
401. Potentilla saundersiana Royle
402. Potentilla savvalensis Pawl.
403. Potentilla saxifraga Ardoino ex De Not.
404. Potentilla saxosa Lemmon & S.A.Lemmon ex Greene
405. Potentilla schmakovii Kechaykin
406. Potentilla × schrenkiana Regel
407. Potentilla schugnanica Juz. ex Adylov
408. Potentilla scotica P.D.Sell
409. Potentilla seidlitziana Bien.
410. Potentilla × semiargentea Borbás ex Zimmeter
411. Potentilla × sergievskajae Peschkova
412. Potentilla sericata (S.Watson) Greene
413. Potentilla sericea L.
414. Potentilla sericoleuca (Rydb.) J.T.Howell
415. Potentilla shockleyi (S.Watson) Jeps.
416. Potentilla siemersiana Lehm.
417. Potentilla sierrae-blancae Wooton & Rydb.
418. Potentilla sikkimensis Prain
419. Potentilla silesiaca R.Uechtr.
420. Potentilla simplex Michx.
421. Potentilla simulatrix Th.Wolf
422. Potentilla sischanensis Bunge ex Lehm.
423. Potentilla smirnovii Kechaykin
424. Potentilla sommerfeltii Lehm.
425. Potentilla sommieri Siegfr. & R.Keller
426. Potentilla soongorica Bunge
427. Potentilla sosnowskyi Kapeller
428. Potentilla speciosa Willd.
429. Potentilla sphenophylla Th.Wolf
430. Potentilla spodiochlora Soják
431. Potentilla staminea Rydb.
432. Potentilla stanjukoviczii Ovcz. & Kochk.
433. Potentilla sterilis (L.) Garcke
434. Potentilla stipularis L.
435. Potentilla stolonifera Lehm. ex Ledeb.
436. Potentilla straussii (Bornm.) Bornm.
437. Potentilla suavis Soják
438. Potentilla subarenaria Borbás ex Zimmeter
439. Potentilla subdigitata T.T.Yu & C.L.Li
440. Potentilla × suberecta Jord. ex Schur
441. Potentilla × subgorodkovii Jurtzev
442. Potentilla subjuga Rydb.
443. Potentilla sublaevis O.Schwarz
444. Potentilla subpalmata Ledeb.
445. Potentilla subvahliana Jurtzev
446. Potentilla subviscosa Greene
447. Potentilla sundaica (Blume) W.Theob.
448. Potentilla supina L.
449. Potentilla svanetica Siegfr. & R.Keller
450. Potentilla szovitsii Th.Wolf
451. Potentilla tanacetifolia Willd. ex D.F.K.Schltdl.
452. Potentilla taronensis C.Y.Wu ex T.T.Yu & C.L.Li
453. Potentilla taurica Willd. ex D.F.K.Schltdl.
454. Potentilla tenuis (Hand.-Mazz.) Soják
455. Potentilla tephroleuca Th.Wolf
456. Potentilla tephroserica Juz.
457. Potentilla tergemina Soják
458. Potentilla tericholica Sobolevsk.
459. Potentilla tetrandra (Bunge) Hook.f.
460. Potentilla thurberi A.Gray
461. Potentilla thuringiaca Bernh. ex Link
462. Potentilla thyrsiflora Hülsen ex Zimmeter
463. Potentilla tianschanica Th.Wolf
464. Potentilla × tikhomirovii Jurtzev
465. Potentilla tilingii (Regel) Greene
466. Potentilla tobolensis Th.Wolf ex Pavlov
467. Potentilla togasii Ohwi
468. Potentilla tollii Trautv.
469. Potentilla tommasiniana F.W.Schultz
470. Potentilla tornezyana Maire
471. Potentilla townsendii Rydb.
472. Potentilla toyamensis Naruh. & Tak.Sato
473. Potentilla tridentula Velen.
474. Potentilla truncata (Rydb.) Jeps.
475. Potentilla × tschaunensis Juz. ex Jurtzev
476. Potentilla tschimganica Soják
477. Potentilla × tschukotica Jurtzev ex V.V.Petrovsky
478. Potentilla tuberculifera J.Z.Dong
479. Potentilla tucumanensis A.Castagnaro & M.Arias bis
480. Potentilla tularensis J.T.Howell
481. Potentilla turczaninowiana Stschegl.
482. Potentilla turfosoides H.Ikeda & H.Ohba
483. Potentilla turgaica Soják
484. Potentilla tweedyi (Rydb.) J.T.Howell
485. Potentilla uliginosa B.C.Johnst. & Ertter
486. Potentilla umbrosa Steven
487. Potentilla unguiculata (A.Gray) Hook.f.
488. Potentilla uniflora Ledeb.
489. Potentilla × uschakovii Jurtzev
490. Potentilla utahensis (S.Watson) Greene
491. Potentilla vahliana Lehm.
492. Potentilla valderia L.
493. Potentilla × vanzhilii Gundegmaa & Kechaykin
494. Potentilla verna L.
495. Potentilla versicolor Rydb.
496. Potentilla verticillaris Stephan ex Willd.
497. Potentilla villosa Pall. ex Pursh
498. Potentilla × villosula Jurtzev
499. Potentilla virgata Lehm.
500. Potentilla viscosa Donn
501. Potentilla visianii Pančić
502. Potentilla volgarica Juz.
503. Potentilla vorobievii Nechaeva & Soják
504. Potentilla vulcanicola Juz.
505. Potentilla vvedenskyi Botsch.
506. Potentilla webberi (A.Gray) Greene
507. Potentilla weddellii J.F.Macbr.
508. Potentilla wheeleri S.Watson
509. Potentilla wilderae (Parish) Munz & I.M.Johnst.
510. Potentilla wimanniana Günther & Schummel
511. Potentilla wismariensis T.Gregor & Henker
512. Potentilla wrangelii V.V.Petrovsky
513. Potentilla xizangensis T.T.Yu & C.L.Li
514. Potentilla × yamanakae (Naruh.) Naruh.
515. Potentilla zhangbeiensis Y.T.Chang & Z.T.Yin